# Желедінць
Желедінць, Желедінці (рум. Jeledinți) — село у повіті Хунедоара в Румунії. Входить до складу комуни Мертінешть.
Село розташоване на відстані 281 км на північний захід від Бухареста, 15 км на південний схід від Деви, 115 км на південь від Клуж-Напоки, 143 км на схід від Тімішоари.

## Населення
За даними перепису населення 2002 року у селі проживали 252 особи.
Національний склад населення села:
| Національність | Кількість осіб | Відсоток |
| -------------- | -------------- | -------- |
| угорці         | 131            | 52,0%    |
| румуни         | 121            | 48,0%    |

Рідною мовою назвали:
| Мова      | Кількість осіб | Відсоток |
| --------- | -------------- | -------- |
| румунська | 129            | 51,2%    |
| угорська  | 123            | 48,8%    |